# امیل آدولف فون برینگ
امیل آدولف فون برینگ (به آلمانی: Emil Adolf von Behring)‏ (زاده ۱۵ مارس ۱۸۵۴، هانسدروف - درگذشته ۳۱ مارس ۱۹۱۷، ماربورگ) فیزیولوژیست آلمانی، که برنده اولین جایزه نوبل فیزیولوژی و پزشکی در سال ۱۹۰۱ به خاطر کشف سرم دیفتری بود.

## زندگی
برینگ در ۱۵ مارسِ ۱۸۵۴ در هانسدورف در پروس شرقی به دنیا آمد. پدرش آگوست جورج بهرینگ و مادرش آگوستین زش بهرینگ نام داشت. پدرش آموزگار بود و دو بار ازدواج کرد که حاصل آن دوازده فرزند بود. امیل از همسر دوم او به دنیا آمد. امیل تحصیلات ابتدایی را در زادگاهش بپایان رسانید و برای تحصیلات عالیه با توجه به فقر با استفاده از کمک‌های تحصیلی به دانشگاه فردریک ویلهلم که دانشکده‌ای پزشکی برای ارتش داشت رفت و در سال ۱۸۷۸ موفق به دریافت درجه دکترا در پزشکی گردید. این سال، همان سالی بود که روبرت کخ کتاب خود را دربارهٔ عفونت‌ها منتشر کرد. هنگامی که کخ پایه‌های میکروب‌شناسی را بنیان می‌گذاشت، امیل در سال ۱۸۸۰ از همین دانشگاه دکترای علوم (PhD) خود را دریافت کرد.
پس از آن به خدمت ارتش درآمد و به عنوان دستیار جراحی در بهداری ارتش آلمان در پوزنان (که اکنون جز لهستان است) خدمت کرد و از سال ۱۸۷۸ تا سال ۱۸۸۱ در آنجا مشغول خدمت بود.
امیل به میکروب‌شناسی علاقه‌مند شد و در حالی که شاگردان کخ یکی پس از دیگری میکروب‌های عامل بیماری‌های مختلف را کشف می‌کردند، امیل به فکر نابود کردن میکروب‌ها افتاد و در سال ۱۸۸۱ نخستین مقاله خود را تحت عنوان «عفونت و ضد عفونت در تئوری و عمل» منتشر کرد. امیل در این مقاله خاطرنشان کرد که میکروب را می‌توان در خارج از بدن ضدعفونی کرد ولی در داخل بدن ممکن نیست. ابتدا دربارهٔ یدوفورم (که در سال ۱۸۲۲ کشف شده بود و در سال‌های بعد یعنی سال ۱۸۸۰ برای درمان زخم‌ها مورد به کار گرفت) به مطالعه پرداخت و اثرات ضد عفونی‌کننده آن را مشخص ساخت. بهرینگ در آن زمان به عنوان دستیار در انستیتوی بهداشت برلین که کخ ریاست آن را به عهده داشت شروع به کار کرد. چهار سال قبل از آنکه کخ بهرینگ را به کار روی میکروب دیفتری تشویق کند، یکی از شاگردان کخ عامل میکروبی بیماری دیفتری را کشف کرده بود و امیل رو الکساندریرسین ثابت کرده بودند که بیماری‌زایی آن به علت توکسینی است که از میکروب ترشح می‌شود.